# Enicospilus wahli
Enicospilus wahli är en stekelart som beskrevs av Fernandez Triana 2005. Enicospilus wahli ingår i släktet Enicospilus och familjen brokparasitsteklar. Inga underarter finns listade i Catalogue of Life.